# Adomerus
Adomerus är ett släkte av insekter. Adomerus ingår i familjen tornbenskinnbaggar.
Släktet innehåller bara arten Adomerus biguttatus.